# Philippe Miguet
Pour les articles homonymes, voir Miguet.
Philippe Miguet, né vers 1960, est un évêque errant français.

## Biographie
Philippe Miguet est le frère de Nicolas Miguet, avec qui il est brouillé.
Il est ordonné prêtre par Jean Laborie de l'Eglise parallèle « catholique Latine » puis consacré évêque en 1987 par George J. Musey,, lui-même évêque dans la succession de l'ancien archevêque catholique Pierre Martin Ngo Dinh Thuc. Son ordination et sa consécration épiscopale sont considérées comme invalides par l'Église catholique romaine, ayant été opérées par des personnages en rupture avec celle-ci.
Il se présente par la suite, à partir de 2001, comme « évêque traditionaliste de l'Église syriaque orthodoxe antiochienne du Malaka », et se fait appeler « Mar Philipose-Mariam ». La communauté de ses « fidèles » compterait une centaine de membres. Il installe une petite congrégation (5 personnes) au « monastère Notre-Dame-de-la-Miséricorde », à Chandai, dans l'Orne, et diffuse un bulletin, Mater Misericordiae.

## Affaires judiciaires
Il a eu une première condamnation en 2004 pour « abus de confiance et escroquerie ».
En décembre 2013, il est condamné à 6 mois de prison ferme et à 6 000 euros d'amende pour « escroquerie » par le tribunal correctionnel d'Alençon.